# György Rozgonyi
György Rozgonyi (1890 – 30 de junho de 1967) foi um esgrimista húngaro que participou dos Jogos Olímpicos de Verão de 1928, sob a bandeira da Hungria.